# Santa Eufemia del Barco
Santa Eufemia del Barco è un comune spagnolo di 291 abitanti situato nella comunità autonoma di Castiglia e León.

## Municipio
Santa Eufemia del Barco ospita il municipio di 3 comuni:
- Losilla (90 abitanti, INE 2020).
- Santa Eufemia del Barco (77 abitanti, INE 2020).
- San Pedro de las Cuevas (8 abitanti, INE 2020).